# Les deux journées
Les deux journées ou Le Porteur d’Eau (deutsche Titel: Der Wasserträger, Graf Armand, Die beiden Tage, Die beiden gefahrvollen Tage oder Die beiden Reisen) ist eine Opéra-comique (Originalbezeichnung: „Comédie lyrique“) in drei Akten des Komponisten Luigi Cherubini. Das Libretto stammt von Jean Nicolas Bouilly. Die Uraufführung fand am 16. Januar 1800 im Théâtre Feydeau in Paris statt.

## Handlung

### Erster Akt
Mikélis Wohnstube in Paris

Kostüm von M. Juliet (Mikéli), 1807

Parlamentspräsident Graf Armand ist aus politischen Gründen bei dem leitenden Staatsminister Mazarin in Ungnade gefallen. Der Kardinal hat ein Kopfgeld von 6000 Dukaten zur Ergreifung Armands ausgesetzt. Dieser flieht zusammen mit seiner Frau Constance in das Haus des Savoyarden Mikéli, wo sie von diesem und dessen Familie freudig aufgenommen werden. Mikélis Gastfreundschaft gegenüber dem Grafen Armand hängt auch mit einem länger zurückliegenden Ereignis zusammen. Damals hatte der Graf Mikéli im tiefen Winter vor dem Verhungern und Erfrieren gerettet. Trotz der Hilfsbereitschaft Mikélis erkennen alle Beteiligten bald, dass die Lage angesichts der verstärkten Suche nach dem flüchtigen Armand zu gefährlich wird. Daher beschließen sie die Flucht aus Paris.

### Zweiter Akt
Platz vor der Wachstube an einem Pariser Stadttor
Constance gelingt die Flucht mit Hilfe des Passes und den Kleidern von Marcélina, der Tochter Mikélis. Da man dem Grafen schon vorher seinen Pass abgenommen hat, ist seine Flucht nicht ganz so einfach zu arrangieren. Man beschließt, ihn in einem leeren Wasserfass aus der Stadt zu schmuggeln. Immerhin ist Mikéli Wasserlieferant (Wasserträger) und seine Fahrten mit Wasserfässern fallen den Stadtwachen nicht auf. Diese werden zudem noch von Mikéli abgelenkt. Somit gelingt auch Armands Flucht.

### Dritter Akt
Ländliche Gegend am Rand des Dorfs Gonesse
Mikéli und seine Familie sowie Armand und Constance sind in den Ort Gonesse geflohen. Dort ist ohnehin die Hochzeit zwischen Antonio, Mikélis Sohn und Angélina, der Tochter des reichen Landpächters Sémos, geplant. Mitten in die Hochzeitsvorbereitungen platzen Soldaten des Kardinals, denen es gelungen ist, die Spur Armands aufzunehmen und ihn bis Gonesse zu verfolgen. Dieser versteckt sich in einem hohlen Baum, während Constance als Bäuerin verkleidet im Ort lebt. Als sie ihrem Mann in seinem Versteck Essen bringen will, wird sie von einigen Soldaten überrascht und bedrängt. Armand, der die Szene aus seinem Versteck beobachtet, sieht keine andere Möglichkeit seine Frau zu retten, als auf die Soldaten zu schießen. Damit verrät er sich aber selbst und wird verhaftet. Sein Schicksal scheint besiegelt. In dieser Situation trifft die Nachricht ein, die Königin habe Armand auf Bitten einflussreicher Bürger begnadigt. Er wird vollständig rehabilitiert. Nun kann auch die geplante Hochzeitsfeier in Anwesenheit des gräflichen Paares ohne weitere Störungen durchgeführt werden.

## Orchester
Die Orchesterbesetzung der Oper enthält die folgenden Instrumente:
- Holzbläser: zwei Flöten (2. auch Piccolo), zwei Oboen, zwei Klarinetten, zwei Fagotte
- Blechbläser: drei Hörner, Posaune
- Pauken
- Streicher
- Bühnenmusik: kleine Trommel

## Weitere Anmerkungen

Programmzettel einer Aufführung in Stuttgart 1873

Bei der Uraufführung am 16. Januar 1800 im Théâtre Feydeau in Paris sangen Pierre Gaveaux (Armand), Julie-Angélique Scio-Legrand (Constance), Antoine Juliet (Mikéli), Platel (Daniel), Jausserand (Antonio), Alexandrine-Marie-Agathe Gavaudan-Ducamel oder Mlle Rosette (Marcélina), Ferdinand Prévost (Sémos), Mlle Desmares/Desmarres/Desmarets (Angélina), Alexis Dessaules (1. Offizier), Georget (2. Offizier), Darcour/Darcourt (1. italienischer Soldat) und Grenier/Garnier (2. italienischer Soldat).
Die 1799 komponierte und 1800 uraufgeführte Oper gehört zu einem während der Revolutionszeit entstanden neuen Opernstil, in dem der Freiheitskampf gegen despotische Obrigkeiten thematisiert wird. Sowohl der Komponist als auch der Librettist Jean Nicolas Bouilly haben diese Bewegung unterstützt. Das Werk hatte musikalisch und thematisch auch Einfluss auf Ludwig van Beethovens Oper Fidelio. Diese fokussiert die gleiche Thematik wie diese Cherubini-Oper. Im Übrigen stammt das Libretto zu Fidelio ebenfalls von Bouilly. Beide Opern werden von freiheitsliebenden Frauen geprägt, die ihren Männern im Kampf gegen die Obrigkeit tapfer zur Seite stehen.
Das Werk Cherubinis ist eine Opéra-comique mit gesprochenen Dialogen, das man auch als Singspiel bezeichnen könnte. Die Musik zeichnet sich durch eine gelungene Ensembleführung des Komponisten aus. Höhepunkt, auch der musikalischen Gestaltung, ist der dramatische dritte Akt. Die Uraufführung war ein großer Erfolg. Im Laufe der Jahrzehnte und Jahrhunderte geriet diese Oper mehr und mehr in Vergessenheit. Trotzdem werden bei Konzerten noch gelegentlich Stücke aus dieser Oper gespielt. Am 20. März 2008 gab es im Schlosstheater Rheinsberg eine Aufführung dieser Oper in einer variierten Fassung. Unter der Leitung von Rustam Samedov spielten und musizierten Solisten der Musikakademie Rheinsberg, das Kammerorchester 1770 und der Chor der Musikhochschule Berlin.

## Tonträger-Einspielungen
Von dieser Oper gibt es mehrere CD-Einspielungen. Darunter:
- Les Deux Journees/Der Wasserträger (in deutscher Sprache) aus dem Jahre 1962 mit Fritz Wunderlich, Hildegard Hillebrecht, Robert Hoyem, Marcel Cordes, Christa Lippmann und dem Südfunk-Sinfonieorchester unter der Leitung von Hans Müller-Kray. Diese Einspielung kam im Januar 2013 als CD in den Handel.
- Eine weitere Aufnahme in französischer Originalsprache liegt aus dem Jahr 2002 vor. Es wirkten u. a. der Chorus Musicus Köln und das Neue Orchester unter der Leitung von Christoph Spering mit.
- Eine weitere Tonträgeraufnahme ebenfalls im französischen Original stammt aus dem Jahr 1947. Unter der Leitung von Thomas Beecham spielte das Royal Philharmonic Orchestra, und es sangen der Chor und Mitglieder des BBC-Theaters.

## Digitalisate
- Les deux journées: Noten und Audiodateien im International Music Score Library Project
- Partitur. Digitalisat bei Gallica
- Der Wasserträger auch unter dem Namen des Graf Armand, oder die beiden gefahrvollen Tage. Klavierauszug, Breitkopf & Härtel um 1815. Digitalisat der Badischen Landesbibliothek
- Libretto (französisch), Paris 1802. Digitalisat bei Google Books
- Graf Armand, oder, Der Wasserträger. Libretto (deutsch), Stuttgart (n. d.). Digitalisat der Library of Congress